# Slide (Yssi SB)
Slide is een lied van de Nederlandse rapper Yssi SB in samenwerking met de Nederlandse rapper 3robi. Het werd in 2021 als single uitgebracht.

## Achtergrond
Slide is geschreven door Anass Haouam, Sander Stuij en Ychano Hunt en geproduceerd door p.Ape. Het is een nummer dat past in de genres nederhop en trap. In het lied rappen de artiesten over luxe levens. De samenwerking van Yssi SB en 3robi is op een opvallende manier tot stand gekomen. Yssi SB had een deel van het lied al af en zijn management en de rapper zelf besloten om alvast een videoclip in Marbella op te nemen. In de badplaats kwam Yssi SB 3robi tegen en hij vroeg of 3robi een vers op het lied wilde rappen. Diezelfde dag nam 3robi zijn gedeelte op in een studio in dezelfde badplaats en kort daarna werd zijn deel van de videoclip opgenomen. Het is de eerste en anno 2023 enige keer dat de artiesten met elkaar samenwerken.

## Hitnoteringen
De artiesten hadden bescheiden succes met het lied in Nederland. Het piekte op de 51e plaats van de Single Top 100 in de twee weken dat het in deze hitlijst te vinden was. De Top 40 en haar Tipparade werden niet bereikt.